# Chernóbil (miniserie)
Chernóbil es una miniserie de televisión de drama histórico creada y escrita por Craig Mazin y dirigida por Johan Renck. La serie gira en torno al desastre nuclear de Chernóbil de abril de 1986 y los esfuerzos de limpieza sin precedentes que siguieron. Cuenta con un reparto encabezado por Jared Harris, Stellan Skarsgård y Emily Watson. Chernóbil es una coproducción entre los canales HBO de los Estados Unidos y Sky del Reino Unido, se estrenó en los Estados Unidos el 6 de mayo de 2019 y en el Reino Unido al día siguiente. La emisión de la miniserie de cinco capítulos finalizó el 3 de junio de 2019.
La serie ha cosechado un éxito abrumador de la crítica especializada. En la 71.ª edición de los Premios Primetime Emmy recibió diecinueve nominaciones y ganó la categoría de mejor Miniserie, mejor Dirección y mejor Guion, mientras que Harris, Skarsgård y Watson recibieron nominaciones por su actuación.

## Premisa
Chernobyl dramatiza la historia del desastre de la planta nuclear de Chernóbil de abril de 1986 que ocurrió en la República Socialista Soviética de Ucrania (Unión Soviética), contando las historias de las personas que causaron el desastre y de quienes respondieron al mismo. La miniserie describe algunas de las historias menos conocidas del desastre, incluyendo los esfuerzos de los bomberos que fueron los primeros en llegar al lugar, los voluntarios y los equipos de mineros encargados de cavar un túnel crítico debajo del reactor 4.
La miniserie se basa en gran parte en los recuerdos locales de Prípiat, contados por la ganadora del Premio Nobel, la bielorrusa Svetlana Aleksiévich, en su libro Voces de Chernóbil.

## Reparto

### Principal
- Jared Harris como Valeri Legásov: el subdirector del Instituto Kurchatov contratado para ayudar en los esfuerzos de limpieza.
- Stellan Skarsgård como Borís Shcherbina: vicepresidente del Consejo de Ministros.
- Emily Watson como Uliana Jomyuk: física nuclear de Minsk. Khomyuk es un personaje ficticio compuesto por los numerosos científicos que investigaron el accidente.[4]
- Paul Ritter como Anatoli Diátlov: el ingeniero jefe adjunto de la central nuclear de Chernóbil.
- Jessie Buckley como Liudmila Ignatenko: la esposa de Vasily Ignatenko.
- Adam Nagaitis como Vasili Ignatenko: un bombero de Pripyat y el primero en responder al incendio de Chernobyl.
- Adrian Rawlins como Nikolái Fomín: el ingeniero jefe de Chernóbil.
- Con O'Neill como Víktor Briujánov: el gerente de Chernobyl.
- Sam Troughton como Aleksandr Akímov: el supervisor del turno de noche en Chernobyl.
- Robert Emms como Leonid Toptunov: el ingeniero jefe de Chernóbil.
- David Dencik como Mijaíl Gorbachov: el Secretario General del Partido Comunista de la Unión Soviética.
- Mark Lewis Jones como Vladímir Pikálov: el comandante de las fuerzas químicas soviéticas.
- Alex Ferns como Andrei Glukhov: el jefe del equipo minero.
- Ralph Ineson como Nikolái Tarakánov: el supervisor jefe de la operación de limpieza.
- Barry Keoghan como Pável Grémov: un civil que es reclutado como liquidador.
- Fares Fares como Bachó: un soldado georgiano y veterano de la guerra soviética-afgana que entrena a Pavel.
- Michael McElhatton como Andrei Stepashin: el fiscal en el juicio de Dyatlov, Bryukhanov y Fomin.

### Recurrentes
- Adam Lundgren como Vyacheslav Brazhnik: el operador principal de la turbina en Chernobyl.
- Karl Davies como Viktor Proskuryakov: un ingeniero de control del reactor en prácticas en Chernobyl.
- Donald Sumpter como Zharkov: un miembro del comité ejecutivo de Pripyat.
- Billy Postlethwaite como Borís Stolyarchuk.[5]
- Joshua Leese como Igor Kirschenbaum: un ingeniero senior de control de turbinas en Chernobyl.
- Nadia Clifford como Svetlana Zinchenko: una médica que trata a Vasily Ignatenko y a otros con enfermedad por radiación.
- Jamie Sives como Anatoly Sitnikov: el ingeniero jefe de operaciones adjunto en Chernobyl enviado para inspeccionar el núcleo explotado.
- Baltasar Breki como Alexei Ananenko: uno de los voluntarios que drenaron el agua del sótano de Chernobyl para evitar una explosión.
- Philip Barantini como Valery Bespalov: uno de los voluntarios que drenaron el agua del sótano de Chernobyl para evitar una explosión.
- Oscar Dyekjær Giese como Boris Baranov: uno de los voluntarios que drenaron el agua del sótano de Chernobyl para evitar una explosión.
- Douggie McMeekin como Aleksandr Yuvchenko: un ingeniero mecánico senior de servicio la noche de la explosión.
- Michael Socha como Mikhail: un residente de Pripyat y padre de un bebé pequeño, quienes están presentes en el puente observando el incendio.

### Invitados
- Jay Simpson como Valery Perevozchenko.
- Ross Armstrong como Nikolai Gorbachenko.
- Gerard Kearns como Volodymyr Pravik.
- Kieran O'Brien como Valeri Jodemchuk.

## Episodios
| N.º | Título                         | Dirigido por | Escrito por | Fecha de emisión original | Audiencia (millones) |
| --- | ------------------------------ | ------------ | ----------- | ------------------------- | -------------------- |
| 1 | «1:23:45»                      | Johan Renck  | Craig Mazin | 6 de mayo de 2019         | 0.756                |
| En el segundo aniversario del desastre de Chernóbil, Valeri Legásov, jefe de la comisión que lo investiga, graba cintas en las que se culpa al ingeniero Anatoli Diátlov y a otros superiores por el incidente, antes de ocultar las cintas y ahorcarse. Dos años antes, en Prípiat, la esposa embarazada del bombero Vasili Ignatenko, Liudmila, presencia la explosión del reactor 4 de la central nuclear de Chernóbil. En la sala de control del reactor 4, Diátlov descarta la evidencia de que el núcleo de su reactor haya explotado. Llama a los bomberos y a los trabajadores, y ordena inútilmente a los subordinados que bajen manualmente las barras de control y restauren el enfriamiento antes de abandonar su puesto. Los múltiples trabajadores de planta y los bomberos, incluyendo a Vasili, posteriormente comienzan a sufrir el síndrome de irradiación aguda. El director de la planta Víktor Briujánov, el ingeniero en jefe Fomín y Diátlov concluyen que una explosión de hidrógeno causó fugas de agua contaminada en el recipiente, y el Comité Ejecutivo de Prípiat decide minimizar el incidente y bloquear la evacuación. El ingeniero de operaciones Sítnikov informa de que ha visto grafito nuclear sobre el terreno y los demás lo niegan. Cuando Diátlov sucumbe ante el síndrome, obligan a Sítnikov a subir al techo para hacer una inspección visual, donde se expone a una dosis letal de radiación. Legásov es informado de un accidente bajo control en Chernóbil y se le ordena que proporcione asesoramiento técnico al comité que gestiona la respuesta.      |                                |              |             |                           |                      |
| 2 | «Please Remain Calm»           | Johan Renck  | Craig Mazin | 13 de mayo de 2019        | 1.004                |
| Siete horas después de la explosión, Uliana Khomyuk detecta un aumento en los niveles de radiación en Minsk. Cuando sus preocupaciones son desestimadas por las autoridades locales, se dirige a Chernóbil, la fuente probable. En el sobrecargado hospital de Prípiat, Liudmila descubre que Vasili y los otros pacientes del síndrome han sido evacuados a Moscú. En Moscú, Legásov le explica a Mijaíl Gorbachov que la situación es más grave de lo que se ha informado y es enviado a Chernóbil con un escéptico Borís Shcherbina. Desde un helicóptero, Legásov señala los restos de grafito y el brillo azul de la radiación ionizante, lo que indica que el núcleo está expuesto. Shcherbina se enfrenta a Briujánov y Fomín, que acusan a Legásov de desinformación, pero el general Vladímir Pikálov tiene lecturas dosimétricas de alto rango que prueban que Legásov tiene razón. Legásov instruye a los militares para que repriman el fuego con arena y boro, lo que resulta arriesgado. A medida que la noticia del incidente se extiende, Prípiat es finalmente evacuada. Al llegar, Khomyuk le advierte a Legásov y a Shcherbina que si el núcleo fundido entra en contacto con el agua del sótano inundado, se producirá una destructiva explosión de vapor. Una misión letal está autorizada para drenar el agua y la forman los trabajadores voluntarios Ananenko, Bezpílov y Barínov. |                                |              |             |                           |                      |
| 3 | «Open Wide, O Earth»           | Johan Renck  | Craig Mazin | 20 de mayo de 2019        | 1.063                |
| El sótano ha sido drenado con éxito, pero ha comenzado una Fusión del núcleo que amenaza con contaminar el agua subterránea. Shcherbina y Legásov convencen a Gorbachov de que se necesita un intercambiador de calor bajo la planta, para lo cual Mijaíl Shchádov recluta a mineros de carbón de Tula, liderados por Glújov, para excavar un túnel en condiciones extremadamente adversas. Mientras tanto, Shcherbina le advierte a Legásov que están siendo vigilados por la KGB. Legásov envía a Khomyuk a un hospital de Moscú, donde encuentra que Diátlov no coopera, pero se entera por los moribundos Toptunov y Aleksandr Akímov que el reactor explotó después de que Akímov iniciara un apagado de emergencia, un escenario que se creía imposible. Mediante un soborno para entrar al hospital y mintiendo sobre su embarazo, Liudmila puede visitar a Vasili, pero desobedece las órdenes al permanecer con su esposo más tiempo del que se le ordena. Durante la visita de Khomyuk al hospital, ella es testigo de cómo Vasili toca a Liudmila. Al darse cuenta de que Liudmila está embarazada, Khomyuk amenaza con informar de todo al Comité y es arrestada por agentes de la KGB. Es encarcelada, pero Legásov arregla su liberación. Mientras Shcherbina y Legásov informan al Comité Ejecutivo Central de sus planes de descontaminación que requieren la movilización masiva de los liquidadores, Liudmila se encuentra entre los familiares de otras víctimas fallecidas por el síndrome mientras Vasili, en un ataúd de plomo sellado, es sepultado en una fosa común de hormigón. |                                |              |             |                           |                      |
| 4 | «The Happiness of All Mankind» | Johan Renck  | Craig Mazin | 27 de mayo de 2019        | 1.193                |
| Los residentes son evacuados de la amplia Zona de Exclusión de Chernóbil y comienzan las operaciones de descontaminación. El recluta civil Pável es asignado con el veterano de la guerra soviético-afgana Bachó para patrullar la zona y eliminar a los animales abandonados debido a la contaminación radiactiva. El jefe de los liquidadores, el general Nikolái Tarakánov, despliega vehículos lunares para limpiar el techo de la planta con la finalidad de construir un sarcófago. Después que un robot de la policía de Alemania Occidental falla casi instantáneamente a causa de los altos niveles de radiación, Tarakánov se ve obligado a enlistar a 3828 liquidadores para realizar la limpieza de forma manual, permitiéndosele solo noventa segundos a cada uno. Khomyuk investiga los archivos de Moscú y confronta a un convaleciente Diátlov, quien sabe que el Gobierno no está interesado en la verdad. Encontrándose lejos de los espías de la KGB, Shcherbina y Legásov informan a Khomyuk que ambos deben testificar como expertos en el juicio de Diátlov, Briujánov y Fomín, y Legásov acudirá ante el Organismo Internacional de Energía Atómica (OIEA). Khomyuk revela un artículo concerniente a un incidente idéntico en la Planta de Energía Nuclear de Leningrado en 1975, ocultado por la KGB, y les informa de que Liudmila dio a luz una niña que murió pocas horas después, a causa del envenenamiento por radiación. Khomyuk insta a Legásov a decir toda la verdad ante la OIEA, mientras Shcherbina recomienda precaución para evitar represalias del Gobierno.     |                                |              |             |                           |                      |
| 5 | «Víchnaya Pámyat»              | Johan Renck  | Craig Mazin | 3 de junio de 2019        | 1.089                |
| Después del testimonio de Legásov en la OIEA en Viena, en el cual miente, Diátlov, Briujánov y Fomín son puestos en juicio en la abandonada ciudad de Chernóbil. Shcherbina es el primero en testificar, explicando el funcionamiento general de una planta de energía nuclear. Khomyuk y Legásov se enfocan en los eventos que desencadenaron el accidente, basándose en entrevistas con quienes estuvieron presentes en la sala de control. Imágenes en retrospectiva muestran que, debido al retraso de diez horas en una prueba de seguridad y a la impaciencia de Diátlov por realizarla, el reactor estalló, experimentando un excesivo alza de potencia. Akímov activó el apagado de emergencia, pero una falla de diseño en las barras de control elevaron la potencia a un nivel diez veces superior al límite del reactor antes de su explosión. Legásov revela la información oculta respecto a la planta de Leningrado, admitiendo que mintió en su anterior testimonio entregado en Viena. Luego, es arrestado por la KGB e informado de que su testimonio será ignorado por la prensa; además, se le prohíbe hablarle a cualquiera sobre Chernóbil, sin recibir crédito alguno por su labor realizada ante el desastre, y sin posibilidades de volver a trabajar. El final muestra fotografías y vídeos de archivo del verdadero Legásov y los demás protagonistas, revelando sus destinos, así como también las continuas consecuencias del accidente. |                                |              |             |                           |                      |

## Producción

### Desarrollo y guion
El guionista Craig Mazin comenzó a investigar para el proyecto en 2014, leyendo libros e informes gubernamentales de dentro y fuera de la Unión Soviética. Mazin también entrevistó a científicos nucleares para aprender cómo funciona un reactor y a ex ciudadanos soviéticos para tener una mejor idea de la cultura en 1986. Mazin también leyó varios relatos en primera persona para aportar autenticidad adicional a la historia. Explicó: "Cuando estás leyendo las historias personales de personas que estaban allí, personas que vivían cerca de la planta, personas que trabajaban en la planta, personas que fueron enviadas a Chernóbil como parte del esfuerzo por limpiarla, en esos relatos individuales, ahí es donde la historia cobró vida".
El interés de Mazin en crear la serie se originó cuando decidió escribir algo que abordara "cómo estamos luchando con la guerra global contra la verdad en este momento". Otra inspiración es que sabía que Chernóbil explotó, pero no sabía por qué. Explicó: "No sabía por qué y pensé que había una brecha inexplicable en mi conocimiento ... Entonces, comencé a leer al respecto, solo por esta curiosidad intelectual muy seca, y lo que descubrí fue que, si bien la historia de la explosión es fascinante, y dejamos muy en claro exactamente por qué y cómo sucedió, lo que realmente me atrapó fueron las increíbles historias de los seres humanos que lo vivieron y que sufrieron y se sacrificaron para salvar a personas a las que amaban, para salvar a sus compatriotas y para salvar un continente, y continuaron haciéndolo, contra todo pronóstico que fue sorprendente y siguió empeorando. Me conmovió mucho. Era como si hubiera descubierto una guerra que la gente no había representado realmente y me obsesioné". Mazin dijo que "la lección de Chernóbil no es que la energía nuclear moderna sea peligrosa. La lección es que la mentira, la arrogancia y la supresión de las críticas son peligrosas".
En preparación para la miniserie, Mazin visitó la zona de exclusión de Chernóbil. Mazin tomó la decisión en las primeras etapas de no usar acentos rusos o ucranianos y, en cambio, que los actores usaran sus acentos naturales. Mazin explicó: "Pensamos inicialmente que no queríamos hacer el acento cliché de 'Boris y Natasha' porque el acento ruso puede volverse cómico muy fácilmente. Al principio, pensamos que quizás haríamos este tipo de acento vagamente de Europa del Este, no muy fuerte pero notable. Lo que descubrimos muy rápidamente es que los actores actuarían acentos. No actuarían, actuarían acentos y estábamos perdiendo todo acerca de estas personas que amamos. Sinceramente, creo que después de tal vez una o dos audiciones dijimos 'Ok, nueva regla. Ya no vamos a hacer esto'". Mazin tampoco admitió ningún actor estadounidense, ya que eso podría sacar a la audiencia de la historia.
El 26 de julio de 2017, se anunció que HBO y Sky habían dado un pedido en serie a Chernóbil. Fue la primera coproducción de HBO con Sky UK. La miniserie de cinco episodios fue escrita por Craig Mazin y dirigida por Johan Renck. Mazin también ejerció como productor ejecutivo junto a Carolyn Strauss y Jane Featherstone, con Chris Fry y Renck como coproductores ejecutivos. El 11 de marzo de 2019, se anunció que la miniserie se estrenaría el 6 de mayo de 2019. El 4 de junio de 2019, Craig Mazin puso a disposición los guiones originales de todos los episodios para descargarlos en formato PDF (ver enlaces externos a continuación).
Un podcast complementario para la miniserie tenía nuevos episodios publicados a medida que cada episodio de televisión se transmitía por HBO. El podcast presentó conversaciones entre Mazin y el presentador Peter Sagal, incluyendo discusiones sobre dónde el espectáculo era lo más fiel posible a los eventos históricos y dónde los eventos se consolidaron o modificaron como parte de la licencia artística.

### Casting
Simultáneamente con el anuncio de la serie, se confirmó que Jared Harris protagonizaría la serie. El 19 de marzo de 2018, se anunció que Stellan Skarsgård y Emily Watson se habían unido al elenco principal. En mayo de 2018, se anunció que Paul Ritter, Jessie Buckley, Adrian Rawlins y Con O'Neill también se habían unido al elenco.

### Rodaje

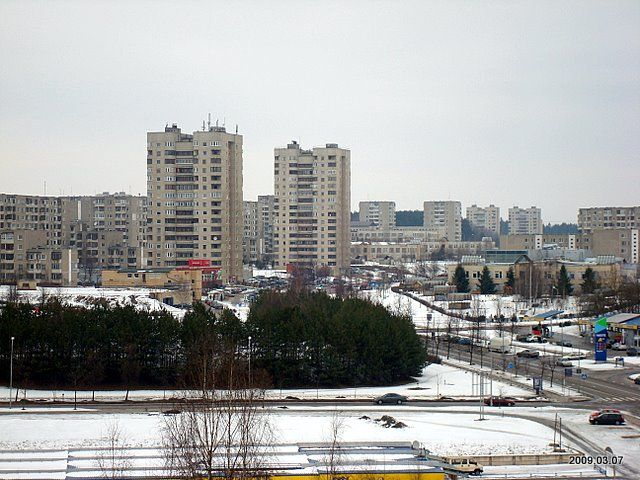
El distrito de la era soviética de Fabijoniškės (Vilna, Lituania) se utilizó para retratar a Pripyat.

Según los informes, la fotografía principal comenzó en abril de 2018 en Lituania. El rodaje inicial comenzó el 13 de mayo de 2018 en Fabijoniškės, un distrito residencial en Vilna, Lituania, que se utilizó para retratar la ciudad ucraniana de Prípiat, ya que el distrito mantenía un auténtico ambiente soviético. Un área de apartamentos de viviendas de paneles densamente construidos sirvió como ubicación para las escenas de evacuación. El director Johan Renck criticó duramente la cantidad de ventanas modernas diversas y llamativas en las casas, pero no se preocupó por eliminarlas en la postproducción. A fines de marzo, la producción se trasladó a Visaginas para filmar tanto el exterior como el interior de la central nuclear de Ignalina, una central nuclear fuera de servicio denominada popularmente como «la hermana de Chernóbil» debido a su parecido visual con el diseño del reactor nuclear utilizado tanto en Chernóbil como en Ignalina (un reactor de potencia nuclear RBMK). A principios de junio de 2018, la producción se trasladó a Ucrania para filmar escenas finales menores. El rodaje de Chernóbil tomó 16 semanas.

### Música
La partitura musical fue compuesta por la compositora islandesa Hildur Guðnadóttir. La partitura incorporó algunas grabaciones de sonido de una central nuclear real.

## Precisión histórica
La serie se investigó exhaustivamente, pero se tomaron algunas libertades con fines dramáticos, como la presencia de Legasov en el juicio. El epílogo reconoce que el personaje de Ulana Jomiuk es ficticio, un compuesto de múltiples científicos soviéticos. El experto de Chernóbil, Adam Higginbotham, señala en una entrevista que no era necesario que los científicos "descubrieran la verdad"; que "muchos científicos nucleares sabían todo el tiempo que había problemas con este reactor, los problemas que finalmente llevaron a una explosión y al desastre". Higginbotham y otros también dicen que el ampliamente conocido "Puente de la Muerte", supuestamente utilizado por los espectadores de Chernóbil, todos los cuales murieron más tarde, es una leyenda urbana, y Higginbotham ha hablado con alguien que estaba en el puente. El dramático accidente de helicóptero en realidad ocurrió meses después de lo que se muestra.
Según los supervivientes del desastre entrevistados por la BBC, el programa malinterpreta a los personajes de Brujianov, Fomin y Diatlov, y los retrata incorrectamente como villanos. Oleksiy Breus, ingeniero senior de la Unidad 4, incluso considera que su representación "no es una ficción, sino una mentira descarada".
La BBC también está en desacuerdo con el número de muertes nucleares, diciendo que "es concluyente que alrededor de 5 000 casos de cáncer de tiroides, la mayoría de los cuales fueron tratados y curados, fueron causados por la contaminación. Muchos sospechan que la radiación ha causado o causará otros cánceres, pero la evidencia es irregular. En medio de informes de otros problemas de salud, incluidos defectos de nacimiento, todavía no está claro si alguno puede atribuirse a la radiación".
Según el corresponsal de The Christian Science Monitor Fred Weir, "todo el mundo [en Rusia y Ucrania] parece estar de acuerdo en que la miniserie se va por la borda con sus personajes, describiendo a los funcionarios soviéticos y al manejo de la planta como demasiado malvados e intrigantes". El productor documental ruso Oleg Voinov, que hizo una película sobre el desastre de Chernóbil, dijo que Chernóbil está "maravillosamente filmado, editado profesionalmente y los efectos especiales son geniales. Pero no se acerca a reflejar la realidad. [...] Los hechos presentados simplemente no son ciertos". El crítico de The New York Times, Mike Hale, criticó la "propensión de Chernóbil hacia la inflación de Hollywood: mostrarnos cosas que no sucedieron" y tomar la "licencia ficticia sobre la línea en artilugio y melodrama". Según Hale, "Mazin pone a Legasov en el estrado de los testigos en el juicio y, en un golpe de pura fantasía, lo denuncia con denuedo por el sorteo y el secreto soviéticos, después de lo cual el KGB lo lleva a una habitación trasera".
La serie sugiere que las víctimas de la intoxicación por radiación son radiactivas y peligrosas. En realidad, una vez limpiadas, las víctimas generalmente no son peligrosas. Las pantallas de plástico protectoras alrededor de las víctimas del Síndrome de Radiación Aguda (ARS) se utilizan para proteger a las víctimas de otras personas debido a su sistema inmunológico más débil. Algunas enfermeras estaban preocupadas de trabajar en la proximidad de las víctimas y, de hecho, los soldados tuvieron que cargar los cuerpos después de su muerte. Cuando el empleado de la sala de turbinas Shashenok experimentó heridas mortales de metralla fatal por escombros y partículas calientes arrastradas, él, y no el bombero que respondía Vasili Ignatenko que murió de ARS, necesitó arreglos específicos para el entierro; no hay evidencia de que Ignatenko o los otros 27 primeros respondedores requirieron la contención del entierro. Si bien Shashenok solo tuvo que ser enterrado debajo de zinc/plomo u hormigón, esto fue para evitar la posible contaminación del suelo y no para la seguridad del público que asistía al cementerio. Liudmila Ignatenko, esposa de Vasily Ignatenko, sugiere que necesitaba un compromiso similar; Liudmila, que estaba embarazada en ese momento pero mintió al personal del hospital para ver a su esposo, sugiere que la radioactividad a la que había estado expuesta alrededor de Vasili mientras estaba en el hospital tuvo un impacto mortal en su bebé por nacer. Dos meses después dio a luz a su bebé, quien murió horas después de haber nacido.
Leonid Bershidsky, escribiendo para The Moscow Times, encuentra fallas en algunos de los detalles del período, pues "algunos errores probablemente fueron demasiado costosos de evitar incluso cuando los cineastas sabían de ellos, como las ventanas de plástico modernas en los edificios soviéticos. Pero hay mucho más. Chernóbil está demasiado lejos de Moscú para llegar en helicóptero ... Tampoco, por supuesto, el viceprimer ministro Boris Shcherbina podría imaginarse amenazando con arrojar a Valeri Legasov, un estimado miembro de la Academia de Ciencias de la Unión Soviética, desde un helicóptero, esto fue en 1986, no 1936". Al escribir en The New Yorker, Masha Gessen critica la serie por representar a ciudadanos soviéticos "que parecen actuar por miedo a que les disparen. Esto es inexacto: ejecuciones sumarias, o incluso ejecuciones retrasadas por órdenes de un solo aparato, no fueron una característica de la vida soviética después de los años treinta". Según Gessen, fue la realidad de esta relación de poder lo que la serie no pudo retratar con mayor seriedad. Para Gessen, las escenas de científicos que criticaban el sistema en confrontación con burócratas eran "repetitivas y ridículas", habría sido impensable. La condición definitoria de la vida soviética era la resignación.
El mayor general Nikolai Tarakanov, quien dirigió a los verdaderos "liquidadores" en 1986, elogió a HBO por un "gran trabajo" en una entrevista con los medios estatales rusos, pero declaró muchas de las cosas que no sucedieron. Por ejemplo, los animales callejeros fueron fusilados, pero no en el área residencial y no en la forma retratada en el espectáculo; los niveles de radiación no estaban ocultos a los "liquidadores"; no vio mineros desnudos. Además, señala algunas inconsistencias con Legasov, quien no participó en una reunión importante retratada en la serie, ya que estaba en otro lugar en ese momento. El ingeniero de planta Oleksiy Breus le dijo a la BBC que los mineros "se quitaron la ropa, pero no como se mostró en la película, ni nada".
Pioneros en un tratamiento novedoso para los pacientes con ARS más expuestos en 1986, y luego escribiendo una respuesta revisada por pares a la serie en 2019, en la revista Cancer Letters, el doctor de la UCLA Robert Gale cuestionó la sugerencia de que sus pacientes eran peligrosos para los visitantes junto con la representación de las autoridades soviéticas como reacias a buscar ayuda externa. "Me invitaron de inmediato a venir a Moscú y poco después a traer a tres colegas", escribió Gale. "En mi experiencia con accidentes nucleares, esto es bastante inusual e indica un deseo de hacer todo lo posible para ayudar a las víctimas, arrojando la política al viento. Y mientras estábamos en Moscú, teníamos libertad para expropiar suministros y equipos de muchos centros médicos rusos". Gale dijo que el accidente era imposible de encubrir, como lo describió HBO. "Cualquiera que esté mirando el edificio del reactor destruido, la masa de equipos de extinción de incendios y el personal que ingresa al complejo del reactor (el humo del fuego claramente visible desde Prípiat a unos 4 km de distancia, etc.) no puedo imaginar que alguien intente ocultar esto. Sería como estar en el Bajo Manhattan después de la destrucción de las Torres Gemelas y fingir que no había problema... Todos los gobiernos intentan contener malas noticias de este tipo", señala Gale. "Veo una pequeña diferencia entre la reacción inicial del gobierno de Estados Unidos al accidente de Three Mile Island (TMI), la reacción inicial del gobierno de Japón al accidente de Fukushima-Daiichi y la respuesta soviética a Chernóbil".
Las familias que vivían en el área cercana en el momento del desastre, han criticado la serie como provocativa y motivada políticamente, dando una visión diferente de los eventos y las consecuencias, así como la forma en que la gente reaccionó.

## Recepción

### Crítica especializada
Chernóbil recibió la aclamación universal de la crítica y se convirtió en la serie mejor valorada de la historia por el portal especializado IMDb con una puntuación de 9,7. En Rotten Tomatoes la serie tiene un índice de aprobación del 96 %, basado en 50 reseñas, con una calificación promedio de 8,83/10. El consenso crítico del sitio dice, «Chernóbil se remacha con un terror que nunca se disipa, dramatizando una tragedia nacional con una excelente artesanía y una inteligente disección de la podredumbre institucional.» En Metacritic, tiene puntaje promedio ponderado de 83 sobre 100, basada en 26 reseñas, lo que indica «aclamación universal».
Los críticos de The Atlantic, The Washington Post y BBC han señalado que la serie establece con éxito paralelismos con su sociedad contemporánea al centrarse en el poder de la información y en cómo los líderes deshonestos pueden cometer errores involuntariamente que van más allá de su comprensión. Sophie Gilbert de The Atlantic aclamó la serie como una "sombría disquisición sobre el precio de devaluar la verdad"; Hank Stuever de The Washington Post la elogió por mostrar "lo que pasa cuando mentir es normal y cuando se abusa de la autoridad". Meera Syal elogió a Chernóbil como una "exposición ferozmente inteligente del costo humano de la censura estatal. Me encantaría ver una exposición similar" del desastre de Bhopal. Aaron Giovannone escribe críticamente sobre la serie en la publicación socialista Jacobin, afirmando que "aun cuando nos preocupamos por la crisis ecológica en curso causada por el capitalismo, Chernóbil se deleita en el fracaso de la alternativa histórica al capitalismo", lo que refuerza el statu quo, ofreciéndonos el "no hay salida" de la crisis.
Carlos Boyero, para El País, aseguró que Chernóbil es "la película de terror más angustiosa que he visto en años. No nace de la imaginación de un guionista, no es ficción. Aquella barbaridad fue real y todavía hay víctimas afectadas por ella, aunque la mayoría están enterradas en los suelos y cubiertas por cemento". Sin embargo, lamenta que HBO "no cite en los títulos de crédito un libro de referencia como es Voces de Chernóbil, en el que Svetlana Alexiévich transforma en monólogos sus entrevistas con la gente que sufrió ese espanto". El crítico finaliza su reseña de la serie afirmando que "lo que no se le olvidará a ningún espectador es el tono y la atmósfera que transmite la serie. Es una dolorosa obra de arte". Por su parte, Fotogramas tituló su reseña sobre la serie como "la mejor serie de HBO de 2019". La revista destaca "la veracidad de los hechos narrados en la serie es encomiable. [...] También detalles más pequeños que demuestran un interés por acercarse a las historias personales de los personajes, como los zapatos que sostiene Lyudmilla (Jessie Buckley) en el funeral de su marido porque sus pies estaban demasiado hinchados para ponérselos".

### Reacción rusa
La miniserie fue bien recibida por algunos críticos y público en Rusia. Vladimir Medinsky, ministro de cultura ruso, cuyo padre fue uno de los liquidadores de Chernóbil, llamó a la serie "magistralmente hecha" y "filmada con gran respeto por la gente común". Se informó que el canal de televisión ruso NTV ha estado produciendo su propia versión de la historia de Chernóbil en la que la CIA desempeña un papel clave en el desastre. Sin embargo, la serie en cuestión ha estado en producción desde antes de la miniserie de HBO y no se creó en respuesta a ella. Un aparente avance de la serie se subió a YouTube, pero después se eliminó tras una reacción negativa.
El Partido Comunista de Rusia pidió una demanda por difamación contra el guionista, director y productores de Chernóbil, describiendo el espectáculo como "desagradable". En un comunicado, el miembro del partido Sergey Malinkovich habló de las intenciones del partido de presionar al regulador de televisión Roskomnadzor para solicitar que bloqueara el acceso local a la serie. Marianna Prysiazhniuk, de Vice Media, señala que varios medios de comunicación rusos describen la miniserie como propaganda unilateral, incompleta o antirrusa. Argumenty i Fakty descartó el espectáculo como "una caricatura y no la verdad" y "¡lo único que falta son los osos y los acordeones!" bromeó Stanislav Natanzon, presentador principal de Rossiya 24, uno de los principales canales de noticias del país.

### Audiencias
| N.º | Título                         | Fecha de emisión   | ÍA (18–49) | Audiencia (millones) | DVR (18–49) | Audiencia DVR (millones) | Total (18–49) | Audiencia total (millones) |
| --- | ------------------------------ | ------------------ | ---------- | -------------------- | ----------- | ------------------------ | ------------- | -------------------------- |
| 1   | «1:23:45»                      | 6 de mayo de 2019  | 0.2        | 0.756                | —           | —                        | —             | —                          |
| 2   | «Please Remain Calm»           | 13 de mayo de 2019 | 0.3        | 1.004                | 0.2         | 0.716                    | 0.5           | 1.721                      |
| 3   | «Open Wide, O Earth»           | 20 de mayo de 2019 | 0.3        | 1.063                | 0.2         | 0.727                    | 0.5           | 1.791                      |
| 4   | «The Happiness of All Mankind» | 27 de mayo de 2019 | 0.3        | 1.193                | 0.3         | 0.809                    | 0.6           | 2.003                      |
| 5   | «Vichnaya Pamyat»              | 3 de junio de 2019 | 0.3        | 1.089                | 0.3         | 0.974                    | 0.6           | 2.064                      |